# Панд (католикос)
Панд (или Пант; арм. Պանտ) — епископ Кавказской Албанской церкви, чьё имя которого стоит на шестом месте в списке католикосов Мхитара Гоша. По словам Киракоса Гандзакеци, он находился у власти 7 лет.
По словам Муртазали Гаджиева, тот факт, что печать этого католикоса относится к VI веку по палеографическим расчётам, говорит о том, что Панд жил в VI веке. Гаджиев также предполагает, что эта печать может принадлежать и другому католикосу — Захарии II.